# Uber Cup 1996
Die 16. Auflage des Uber Cups, der Weltmeisterschaft für Damenmannschaften im Badminton, fand gemeinsam mit dem Thomas Cup 1996 vom 16. bis zum 26. Mai 1996 in Hongkong statt. Sieger wurde das Team aus Indonesien, welches im Finale gegen China mit 4:1 gewann.

## Qualifikationsrunde Prag

### Vorrunde

#### Gruppe A
- Schweiz –  Estland 5:0
- Schweiz –  Kasachstan 3:2
- Schweiz –  Peru 5:0
- Kasachstan –  Estland 4:1
- Kasachstan –  Peru 5:0
- Peru –  Estland 5:0

#### Gruppe B
- Indien –  Israel 5:0
- Indien –  Italien 5:0
- Indien –  Polen 4:1
- Indien –  Südafrika 4:1
- Polen –  Israel 5:0
- Polen –  Italien 3:2
- Polen –  Südafrika 4:1
- Südafrika –  Israel 4:1
- Südafrika –  Italien 4:1
- Italien –  Israel 3:2

#### Gruppe C
- Ukraine –  Mauritius 4:1
- Ukraine –  Vereinigte Staaten 5:0
- Vereinigte Staaten –  Mauritius 5:0

#### Gruppe D
- Schottland –  Tschechien 5:0
- Schottland –  Island 5:0
- Schottland –  Litauen 5:0
- Island –  Tschechien 4:1
- Island –  Litauen 5:0
- Tschechien –  Litauen 5:0

#### Gruppe E
- Bulgarien –  Belgien 5:0
- Bulgarien –  Zypern 5:0
- Bulgarien –  Slowakei 5:0
- Belgien –  Zypern 3:2
- Belgien –  Slowakei 4:1
- Slowakei –  Zypern 3:2

#### Gruppe F
- Ungarn –  Finnland 5:0
- Ungarn –  Portugal 5:0
- Finnland –  Portugal 3:2

#### Gruppe G
- Wales –  Slowenien 3:2
- Wales –  Österreich 4:1
- Wales –  Spanien 4:1
- Slowenien –  Spanien 3:2
- Slowenien –  Österreich 3:2
- Österreich –  Spanien 3:2

### Halbfinalrunde

#### Gruppe W
- Dänemark –  Indien 4:1
- Dänemark –  Schottland 4:1
- Dänemark –  Wales 5:0
- Indien –  Schottland 3:2
- Indien –  Wales 3:2
- Schottland –  Wales 4:1

#### Gruppe X
- England –  Bulgarien 4:1
- England –  Kanada 4:1
- England –  Frankreich 5:0
- Kanada –  Bulgarien 4:1
- Kanada –  Frankreich 5:0
- Frankreich –  Bulgarien 3:2

#### Gruppe Y
- Russland –  Belarus 5:0
- Russland –  Deutschland 3:2
- Russland –  Niederlande 3:2
- Niederlande –  Belarus 4:1
- Niederlande –  Deutschland 4:1
- Deutschland –  Belarus 4:1

#### Gruppe Z
- Schweden –  Ungarn 5:0
- Schweden –  Schweiz 5:0
- Schweden –  Ukraine 4:1
- Schweiz –  Ungarn 4:1
- Schweiz –  Ukraine 4:1
- Ukraine –  Ungarn 4:1

### Halbfinale
- Dänemark –  England 5:0
- Russland –  Schweden 3:2

### Spiel um Platz 3
- England –  Schweden 3:2

### Finale
- Dänemark –  Russland 5:0
- Dänemark,  Russland und  England qualifiziert für das Finale
- Pakistan gemeldet, aber nicht gestartet

## Qualifikationsrunde Neuseeland

### Vorrunde

#### Gruppe A
- Chinesisch Taipeh –  Neuseeland 5:0
- Chinesisch Taipeh –  Sri Lanka 5:0
- Neuseeland –  Sri Lanka 5:0

#### Gruppe B
- Malaysia –  Australien 4:1
- Malaysia –  Singapur 4:1
- Australien –  Singapur 4:1

### Halbfinalrunde

#### Gruppe X
- Südkorea –  Australien 5:0
- Südkorea –  Chinesisch Taipeh 5:0
- Südkorea –  Thailand 5:0
- Thailand –  Australien 3:2
- Thailand –  Chinesisch Taipeh 3:2
- Chinesisch Taipeh –  Australien 3:2

#### Gruppe Y
- China –  Japan 5:0
- China –  Malaysia 5:0
- China –  Neuseeland 5:0
- Japan –  Malaysia 5:0
- Japan –  Neuseeland 5:0
- Neuseeland –  Malaysia 3:2

### Halbfinale
- Südkorea –  Japan 4:1
- China –  Thailand 5:0

### Spiel um Platz 3
- Japan –  Thailand 4:1

### Finale
- Südkorea –  China 3:2
- Südkorea,  China und  Japan qualifiziert für das Finale

## Finalrunde

### Gruppe A
- China –  Japan 5:0
- China –  Indonesien 5:0
- China –  Russland 5:0
- Indonesien –  Japan 5:0
- Indonesien –  Russland 5:0
- Japan –  Russland 5:0

| Platz | Team                | Pld | W | L | MF | MA | MD  | GF | GA | GD  | PF  | PA  | PD   | Pts | Qualifikation |
| ----- | ------------------- | --- | - | - | -- | -- | --- | -- | -- | --- | --- | --- | ---- | --- | ------------- |
| 1     | Volksrepublik China | 3   | 3 | 0 | 15 | 0  | +15 | 30 | 2  | +28 | 399 | 180 | +219 | 3   | Q             |
| 2     | Indonesien          | 3   | 2 | 1 | 10 | 5  | +5  | 22 | 11 | +11 | 329 | 250 | +79  | 2   | Q             |
| 3     | Japan               | 3   | 1 | 2 | 5  | 10 | −5  | 11 | 20 | −9  | 254 | 294 | −40  | 1   |               |
| 4     | Russland            | 3   | 0 | 3 | 0  | 15 | −15 | 0  | 30 | −30 | 120 | 378 | −258 | 0   |               |

### Gruppe B
- Dänemark –  Hongkong 5:0
- Dänemark –  Südkorea 3:2
- Dänemark –  England 4:1
- Südkorea –  Hongkong 5:0
- Südkorea –  England 5:0
- England –  Hongkong 3:2

| Platz | Team     | Pld | W | L | MF | MA | MD  | GF | GA | GD  | PF  | PA  | PD   | Pts | Qualifikation |
| ----- | -------- | --- | - | - | -- | -- | --- | -- | -- | --- | --- | --- | ---- | --- | ------------- |
| 1     | Südkorea | 3   | 3 | 0 | 13 | 2  | +11 | 27 | 5  | +22 | 388 | 177 | +211 | 3   | Q             |
| 2     | Dänemark | 3   | 2 | 1 | 11 | 4  | +7  | 24 | 12 | +12 | 387 | 315 | +72  | 2   | Q             |
| 3     | England  | 3   | 1 | 2 | 4  | 11 | −7  | 11 | 24 | −13 | 286 | 390 | −104 | 1   |               |
| 4     | Hongkong | 3   | 0 | 3 | 2  | 13 | −11 | 6  | 27 | −21 | 210 | 389 | −179 | 0   |               |

### K.-o.-Runde
|  | Halbfinale | Halbfinale |            |       | Finale | Finale |
|  |            |            |            |       |        |        |
|  |            |            |            |       |        |        |
|  | Indonesien | 4          |            |       |        |        |
|  | Südkorea   | 1          |            |       |        |        |
|  |            |            | Indonesien | 4     |        |        |
|  |            |            |            | China | 1      |        |
|  | China      | 5          |            |       |        |        |
|  | Dänemark   | 0          |            |       |        |        |
|  |            |            |            |       |        |        |